# Орден Петровић Његош
Орден Петровић Његош је основао књаз Никола 1896. на 200 година владавине породице Петровић Његош.